# Patrick W. Skehan
Patrick William Skehan (30 settembre 1909 – 9 settembre 1980) è stato un linguista statunitense, studioso semitico dell'Antico Testamento. È stato presidente del Dipartimento di lingue e letterature semitiche ed egiziane dell'Università Cattolica d'America e visiting professor del Pontificio Istituto Biblico di Roma.

## Opere pubblicate
- Patrick W Skehan, The literary relationship between the Book of Wisdom and the Protocanonical Wisdom Books of the Old Testament, Catholic University of America, School of Sacred Theology, studies in sacred theology, vol. 54, Washington, Catholic University of America Press, 1938, OCLC 371202.
- Patrick W. Skehan, Studies in Israelite poetry and wisdom, Catholic biblical quarterly: Monograph ser., vol. 1, Washington, DC: Catholic Bibl. Assoc. of America, 1971, OCLC 254205957.
- Patrick W. Skehan, Studies in Israelite poetry and wisdom, Catholic Biblical quarterly: Monograph series, vol. 1, Washington: Catholic Biblical Association of America, 1971, ISBN 978-0-915170-00-5, OCLC 154986.
- Patrick W. Skehan e Roland E Murphy, Patrick W. Skehan, Catholic Biblical quarterly, vol. 36, n. 4, Washington, D. C.: Catholic Biblical Association of America, 1974, OCLC 12984798.
- Patrick W Skehan e Alexander A Di Lella, The Wisdom of Ben Sira: a new translation with notes by Patrick W Skehan, Bible, vol. 39, New York, Doubleday, 1987, ISBN 978-0-385-51004-2, OCLC 13525398.
- Patrick W Skehan e Alexander A Di Lella, Anchor Bible. A new translation with notes, Bible, vol. 39, New York, Doubleday, 1987, ISBN 978-0-385-13517-7, OCLC 643612966.
- Patrick W Skehan, Eugene Ulrich, Judith E Sanderson e P J Parsons, Qumran cave 4. IV: Palaeo-Hebrew and Greek biblical manuscripts, Discoveries in the Judaean desert, vol. 9, Oxford: Clarendon Press, 1992, ISBN 978-0-19-826328-9, OCLC 27900865.
- Patrick W Skehan, Eugene Ulrich, Judith E Sanderson e P J Parsons, Qumran cave 4, Discoveries in the Judaean desert, vol. 9, Clarendon, 1992, ISBN 978-0-19-826328-9, OCLC 28747304.
- Patrick W. Skehan, John Marco Allegro e Elisha Qimron, Qumran cave 4. 13 The Damascus document (4Q266-273), Discoveries in the Judaean desert, vol. 18, Oxford Clarendon Press, 1996.
- Patrick W. Skehan, Studies in israelite poetry and wisdom, The catholic biblical quarterly. Monograph series, vol. 1, OCLC 489867231.